# Lužec u Nejdku
Lužec (deutsch Kammersgrün) ist ein Ortsteil der Stadt Nejdek (Neudek) im Bezirk Karlsbad in Tschechien.

## Lage
Kammersgrün liegt in geschützter, waldreicher Lage am Südabhang des Wölfling (978 m) im Tal des Kammersgrüner Baches in einer Höhenlage von 538 m n.m. im Erzgebirge.

## Geschichte
Die Entstehung des Ortes in der Herrschaft Lichtenstadt dürfte in die Zeit vor 1487 fallen und wohl auf den Zinnbergbau zurückgehen. Die Herrschaft besaß damals das Kloster Tepl unter Nikolaus Schlick (1487–1522).
Eingepfarrt war Kammersgrün zunächst nach Lichtenstadt und seit 1784 nach Tüppelsgrün. 1847 zählte das Dorf 21 Häuser mit 128 Einwohnern und 1 Wirtshaus. Bis zur Aufhebung der Patrimonialgerichtsbarkeit 1848/49 gehörte Kammersgrün zur Herrschaft Neudek.
Durch die geschützte Lage und das dadurch etwas mildere Klima wurde hier neben der Forstwirtschaft und Holzhandel rege Landwirtschaft betrieben, vor allem Getreide angebaut. Mehrere Einwohner pendelten jedoch auch in die großen Fabriken nach Neudek. Die Gemeinde war ab 1910 Teil des Bezirks Neudek und gehörte ab 1938 zum Landkreis Neudek im Reichsgau Sudetenland.

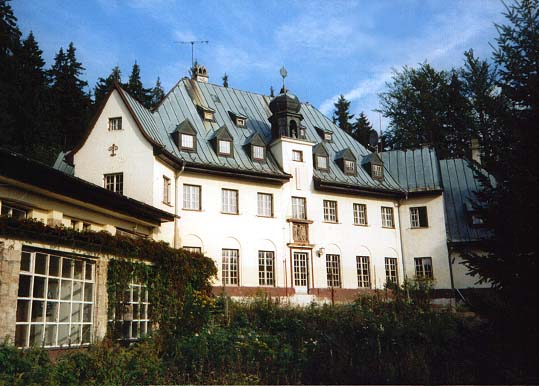
Jagdschloss Kammersgrün

Zu Beginn des 20. Jahrhunderts entwickelte sich Kammersgrün zu einer beliebten Sommerfrische und Wintersportplatz. Die Bezirkskrankenversicherungsanstalt Neudek erwarb Ende der 1920er Jahre am oberen Ortsausgang am Waldrand ein um 1919 vom Münchner Architekten Richard Berndl entworfenes Jagdschloss, das zu einem Genesungsheim umgebaut wurde. Nach der Zerfall der Tschechoslowakei zog in dieses Heim ein Hotel ein, das jedoch schon bald wieder seine Pforten schloss, sodass dieses Gebäude leer stand und verfiel. Aktuell befindet sich dort wieder ein 4 Sterne Wellness Hotel. 
1939 lebten in Kammersgrün, das zum Landkreis Neudek gehörte, 115 vorwiegend deutsche Bewohner. 1991 hatte der Ort keine ständigen Einwohner. Im Jahre 2001 bestand das Dorf aus einem Wohnhaus, in denen eine Person lebte.

## Entwicklung der Einwohnerzahl
| Jahr | Einwohnerzahl |
| ---- | ------------- |
| 1869 | 126           |
| 1880 | 114           |
| 1890 | 106           |
| 1900 | 93            |
| 1910 | 116           |

| Jahr | Einwohnerzahl |
| ---- | ------------- |
| 1921 | 103           |
| 1930 | 136           |
| 1950 | 137           |
| 1961 | 2             |
| 1970 | 0             |

| Jahr | Einwohnerzahl |
| ---- | ------------- |
| 1980 | 0             |
| 1991 | 0             |
| 2001 | 1             |
| 2011 | 2             |